# Glyptomorpha bequaerti
Glyptomorpha bequaerti är en stekelart som beskrevs av Szepligeti 1914. Glyptomorpha bequaerti ingår i släktet Glyptomorpha och familjen bracksteklar. Inga underarter finns listade i Catalogue of Life.